# Emily (漫画家)
emily（えみりー）は、韓国出身の女性漫画家、イラストレーター、同人作家である。

## 商業活動
成人向け漫画家として、主に株式会社マックスの『COMICポプリクラブ』および株式会社文苑堂の『COMIC BAVEL』にて作品を発表している。一方、株式会社KADOKAWA・メディアファクトリーの『コミックキューン』では、一般向けの4コマ漫画も執筆している。

## 同人活動
個人サークル「Milk Pudding」の同人作家として活動。

## 作品リスト

### 一般向け

#### 漫画作品（一般向け）
- 『パンでPeace!』KADOKAWA〈MFC キューンシリーズ〉全5巻（『月刊コミックアライブ』2014年10月号 - 2015年9月号 → 『コミックキューン』2015年10月号 - 2018年1月号） - 2016年にテレビアニメ化。
- 『恋愛禁止学園』KADOKAWA〈MFC キューンシリーズ〉全2巻（『コミックキューン』2018年6月号 - 2019年8月号）
  1. 2018年11月26日発売[1]、ISBN 978-4-04065-033-3
  2. 2019年8月26日発売[2]、ISBN 978-4-04065-879-7
- 『PON PON PON!』KADOKAWA〈MFC キューンシリーズ〉全1巻（『コミックキューン』2020年1月号 - 2020年9月号）
  1. 2020年9月26日発売[3]、ISBN 978-4-04064-757-9

#### イラスト（一般向け）
- ぼくの日常が変態に侵蝕されてパンデミック!?（富士見ファンタジア文庫、著：相上おかき、2017年[4]）
- キミの恋人オーディション 台本にないけどキスしていい？（MF文庫J、著：あさのハジメ、2022年[5]）

### 成人向け

#### 漫画作品（成人向け）
- おねだりがとまらない!!（『ドキッ！』2009年6月号） - 商業デビュー作品[6]、『メガネっ娘恋愛指導』に収録。
- えっちな女の子でもいいですか!?（『ドキッ！』2009年7月号） - 『メガネっ娘恋愛指導』に収録。
- スク水狂想曲（『ドキッ！』2009年8月号） - 『メガネっ娘恋愛指導』に収録。
- スク水狂想曲〜かすみの章〜（『ドキッ！』2009年9月号） - 『メガネっ娘恋愛指導』に収録。
- 看板娘育成計画（『ドキッ！』2009年10月号） - 『メガネっ娘恋愛指導』に収録。
- Runners High（『ドキッ！』2009年11月号） - 『メガネっ娘恋愛指導』に収録。
- 巫女さんは参拝客が好き？（『ドキッ！』2009年12月号） - 『メガネっ娘恋愛指導』に収録。
- 濃蜜トライアングル（『ドキッ！』2010年1月号） - 『メガネっ娘恋愛指導』に収録。
- ひ・と・り・じ・め（『ドキッ！』2010年2月号） - 『メガネっ娘恋愛指導』に収録。
- 湯煙よくじょう （『ドキッ！』2010年5月号） - 単行本未収録。
- 痴的優等生 （『ドキッ！』2010年8月号） - 単行本未収録。
- コーヒーの香りでいっぱい♥（『COMICポプリクラブ』2012年12月号） - 第49回ポプリ大賞準入選作品、『らぶコロン』に収録。
- Maid Mania（『COMICポプリクラブ』2013年3月号） - 『らぶコロン』に収録。『らぶコロン 1』として2014年にOVA化[7]。
- 新婚♥ベビードール（『COMICポプリクラブ』2013年4月号） - 『らぶコロン』に収録。
- どきどきステージ（『COMICポプリクラブ』2013年5月号） - 『らぶコロン』に収録。
- Sweet Sweat 前編（『COMICポプリクラブ』2013年7月号） - 『らぶコロン』に収録、『ラブキス』に再録。『らぶコロン 1』として2014年にOVA化[7]。
- Sweet Sweat 後編（『COMICポプリクラブ』2013年8月号） - 『らぶコロン』に収録、『ラブキス』に再録。『らぶコロン 2』として2014年にOVA化[8]。
- お願い！シスターさん（『COMICポプリクラブ』2013年10月号） - 『らぶコロン』に収録、『ラブキス』に再録。『らぶコロン 2』として2014年にOVA化[8]。
- おひるベビードール（『COMICポプリクラブ』2013年11月号） - 『らぶコロン』に収録。
- ときめくPink（『COMICポプリクラブ』2013年12月号） - 『らぶコロン』に収録。
- コーヒーの香りでいっぱい♥ 〜after〜（描き下ろし、2014年） - 『らぶコロン』に収録。
- リボンとチョコと愛する恋人（『COMICポプリクラブ』2014年3月号） - 『くりぃみぃパイ』に収録、『ラブキス』に再録。『くりぃみぃパイ 1』として2015年にOVA化[9]。
- Crystal Baby（『COMICポプリクラブ』2014年4月号） - 『くりぃみぃパイ』に収録、『ラブキス』に再録。『くりぃみぃパイ 2』として2015年にOVA化[10]。
- Virtual × Real（『COMICポプリクラブ』2014年6月号） - 『くりぃみぃパイ』に収録。『くりぃみぃパイ 1』として2015年にOVA化[9]。
- Crystal Baby2（『COMICポプリクラブ』2014年7月号） - 『くりぃみぃパイ』に収録、『ラブキス』に再録。『くりぃみぃパイ 2』として2015年にOVA化[10]。
- 心の道しるべ（『COMICポプリクラブ』2014年8月号） - 『くりぃみぃパイ』に収録、『ラブキス』に再録。『くりぃみぃパイ 1』として2015年にOVA化[9]。
- Ginger Cat（『COMICポプリクラブ』2014年10月号） - 『くりぃみぃパイ』に収録、『ラブキス』に再録。
- イノセント ラブ（ポプリコミックスアンソロジー 「近親シスターラヴァーズ」、2014年） - 『みるきーポケット』に収録。
- 風邪ひく♥ベビードール（『COMICポプリクラブ』2014年11月号） - 『くりぃみぃパイ』に収録。
- 純情♥ベビードール（『COMICポプリクラブ』2015年1月号） - 『くりぃみぃパイ』に収録。
- いきなり！アリスちゃん（『COMICポプリクラブ』2015年2月号） - 『くりぃみぃパイ』に収録、『ラブキス』に再録。『くりぃみぃパイ 2』として2015年にOVA化[10]。
- Virtual × Real つづき（描き下ろし、2015年） - 『くりぃみぃパイ』に収録。
- Vanilla Pocket（『COMICポプリクラブ』2015年5月号） - 『みるきーポケット』に収録。
- フルーツ♥ミックス（『COMICポプリクラブ』2015年6月号） - 『みるきーポケット』に収録。
- Vanilla Pocket2（『COMICポプリクラブ』2015年8月号） - 『みるきーポケット』に収録。
- 夏色（『COMICポプリクラブ』2015年10月号） - 『みるきーポケット』に収録。
- ひとりでベビードール（『COMICポプリクラブ』2015年11月号） - 『みるきーポケット』に収録。
- Cinnamon Sugar（『COMIC BAVEL』2016年2月号） - 『みるきーポケット』に収録。
- 繋がる、想い、軒先で（『COMIC BAVEL』2016年4月号） - 『みるきーポケット』に収録。
- Vanilla Pocket3（『COMIC BAVEL』2016年6月号） - 『みるきーポケット』に収録。
- プリンセスメイド（『COMIC BAVEL』2016年7月号） - 『みるきーポケット』に収録。
- Milky Pocket（描き下ろし、2016年） - 『みるきーポケット』に収録。
- デイ ドリーム（『COMIC BAVEL』2016年12月号） - 『恋愛スペシャリテ』に収録。
- 土曜日のフランボワーズ（『COMIC BAVEL』2017年3月号） - 『恋愛スペシャリテ』に収録。
- Pastelゼリー（『COMIC BAVEL』2017年8月号） - 『恋愛スペシャリテ』に収録。
- Cherry Blossom（『COMIC BAVEL』2017年10月号） - 『恋愛スペシャリテ』に収録。
- Love Replica（『COMIC BAVEL』2017年12月号） - 『恋愛スペシャリテ』に収録。
- Sweet Sweat After（描き下ろし、2018年） - 『ラブキス』に収録。
- Angelica（『COMIC BAVEL』2018年5月号） - 『恋愛スペシャリテ』に収録。
- スタッカート（『COMIC BAVEL』2018年6月号） - 『Milk Splash♥』に収録。
- Pure Relief（『COMIC BAVEL』2018年11月号） - 『Milk Splash♥』に収録。
- Star Luster（『COMIC BAVEL』2019年4月号） - 『Milk Splash♥』に収録。
- ベッドの子猫ちゃん（『COMIC BAVEL』2019年7月号） - 『Milk Splash♥』に収録。
- Cotton Snap（『COMIC BAVEL』2019年9月号） - 『Milk Splash♥』に収録。
- Shangri-La（『COMIC BAVEL』2020年1月号） - 『Milk Splash♥』に収録。
- Special To Me（『COMIC BAVEL』2020年4月号） - 『Milk Splash♥』に収録。
- さくらDrops（『COMIC BAVEL』2020年7月号） - 『Milk Splash♥』に収録。
- さくらDrop Days（『COMIC BAVEL』2020年9月号） - 単行本未収録。
- Close to you（『COMIC BAVEL』2021年4月号） - 単行本未収録。
- お姉ちゃんストレート！（『COMIC BAVEL』2021年5月号） - 単行本未収録。
- 狐を手にする方法（『COMIC BAVEL』2021年9月号） - 単行本未収録。

#### イラスト（成人向け）
- どきどき親子丼〜ママも一緒にお勉強会〜（ELO NOVELS、小説：Peter本田、2010年[11]）
- 変態彰くんと健気なみどりちゃん 大好きなお兄ちゃんのためだもん…（ELO NOVELS、小説：草加直人、2010年[11]）
- 嗜虐少女と絶頂少年 僕、先輩にイかされちゃうぅっ！（ヴァージン☆文庫、小説：大野一人、2011年[12]）
- 妹と幼なじみと委員長が兄を巡って触手でキュッ！（小説：綿貫梓、ヴァージン☆文庫、2011年[12]）
- IS インターセクシュアル ツイてるあの娘（ヴァージン☆文庫、小説：綿貫梓、2012年[12]）
- 萌えろDownhill Night -峠最速伝説-（TOPのゲーム、2005年）原画
- まいんど★ぱぺっと -ファミレス店長のアブない野望-（TOPのゲーム、2006年）原画
- 萌えろDownhill Night 2（TOPのゲーム、2006年）原画
- 萌えろDownhill Night BRAZE（TOPのゲーム、2007年）原画
- スタディ§ステディ（ま～まれぇどのゲーム、2019年）原画
- イチャ×2スタディ（ま～まれぇどのゲーム、2021年）原画
- スタディ§ステディ2（ま～まれぇどのゲーム、2022年）原画
- イチャ×2スタディ由乃～Dear Future～（ま～まれぇどのゲーム、2024年）原画

#### 書籍（成人向け）
- 『メガネっ娘恋愛指導』竹書房〈バンブーコミックス DOKI SELECT〉、2010年3月31日初版発行（2010年3月17日発売[13]）、ISBN 978-4-8124-7243-9、成年コミックマークなし
- 『らぶコロン』マックス〈ポプリコミックス〉、2014年2月1日初版発行（2014年1月23日発売[14]）、ISBN 978-4-86379-307-1
- 『くりぃみぃパイ』マックス〈ポプリコミックス〉、2015年3月1日初版発行（2015年2月21日発売[15]）、ISBN 978-4-86379-346-0
- 『みるきーポケット』[16]文苑堂〈BAVEL COMICS〉、2016年6月11日初版発行（2016年5月31日発売[17]）、ISBN 978-4-86117-241-0
- 『ラブキス』[18]文苑堂〈BAVEL COMICS〉、2018年2月9日初版発行、ISBN 978-4-86117-287-8
- 『恋愛スペシャリテ』[19]文苑堂〈BAVEL COMICS〉、2018年4月13日初版発行（2018年3月31日発売[20]）、ISBN 978-4-86117-291-5
- 『Milk Splash♥』[21]文苑堂〈BAVEL COMICS〉、2020年8月7日初版発行[22]（2020年7月30日発売[23]）、ISBN 978-4-86117-350-9